# أليس ريفلين
أليس ريفلين (بالإنجليزية: Alice Rivlin) (و. 1931 – م) هي عالمة اقتصاد، وأستاذة جامعية من الولايات المتحدة الأمريكية ولدت في فيلادلفيا، بنسيلفانيا.
وهي عضوة في الحزب الديمقراطي الأمريكي .

## التعليم
تعلمت في جامعة هارفارد، وبرين ماور.